# Mărăști (okręg Bacău)
Mărăști – wieś w Rumunii, w okręgu Bacău, w gminie Filipeni. W 2011 roku liczyła 439 mieszkańców.